# Sismógrafo

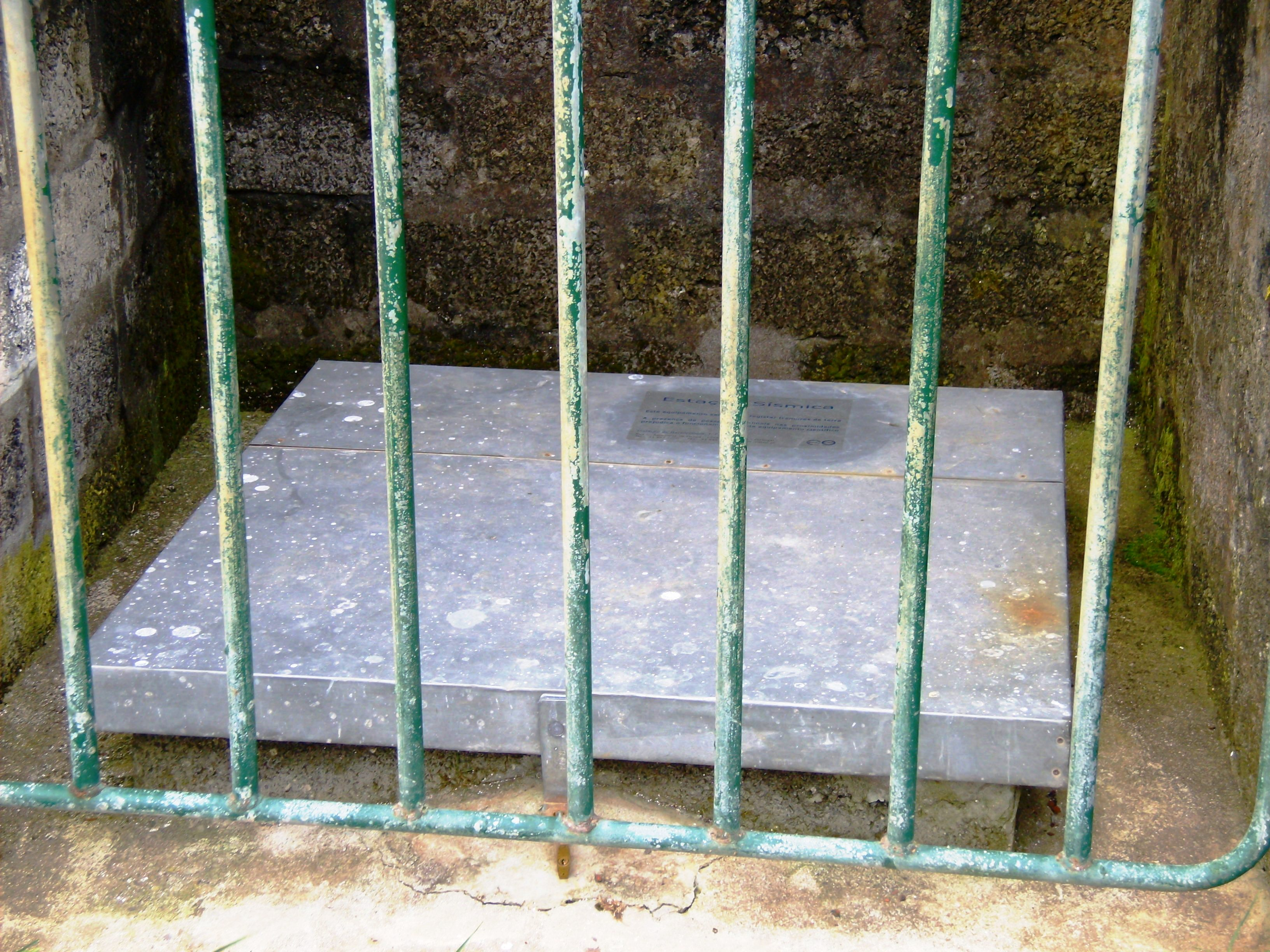
Estação sísmica na Ilha de Santa Maria (Açores), Portugal.

Sismógrafo é um aparelho que detecta os movimentos do solo, incluindo os gerados pelas ondas sísmicas. Consiste no sensor básico dos instrumentos sismográficos de que o sismógrafo e o sismoscópio fazem parte. Estes movimentos são depois registados nos sismógrafos, que geram traçados gráficos denominados de sismogramas. A partir dos sismogramas os sismólogos conseguem obter informações, como a localização do hipocentro e a magnitude do sismo. O sismógrafo, principalmente usado na área da sismologia, detecta e mede as ondas sísmicas naturais ou induzidas e permite determinar, principalmente se organizado em rede, a posição exata do foco (hipocentro) dessas ondas e do ponto da sua chegada na superfície terrestre (epicentro). Para quantificar a energia desses terremotos é utilizada a escala de Richter.
O gráfico obtido num sismógrafo - sismograma - indica as características das diferentes propagações das ondas sísmicas. Um sismograma, em período de calma sísmica, apresenta o aspecto de uma linha reta com apenas algumas oscilações. Quando ocorre um sismo, os registros tornam-se mais complexos e com oscilações bastante acentuadas, mostrando a amplitude das diferentes ondas sísmicas.

## Principio de funcionamento
Devido aos equipamentos que medem oscilações terrestres estarem necessariamente localizados sobre a superfície da Terra, movimentando-se com ela, a maioria dos sensores sísmicos são baseados na inércia de uma massa suspensa por uma mola, sendo que a massa tenderá a se manter parada quando ocorrer um deslocamento. Porém, o principio da inércia define que só se pode observar que um corpo está em movimento se ele possuir uma aceleração não nula. Como o interesse sismológico geralmente é medir o deslocamento da crosta terrestre, é medida a aceleração ou a velocidade da superfície e então integrada uma vez (no caso da velocidade) ou duas vezes (no caso da aceleração).
Este sistema massa-mola possui frequência de ressonância {\displaystyle f_{0}}:
{\displaystyle f_{0}={\frac {1}{2\pi }}{\sqrt {\frac {k}{m}}}}
Onde {\displaystyle k} é a constante elástica da mola e {\displaystyle m} é a massa. Se a frequência de deslocamento do solo for próximo a frequência de ressonância, o movimento relativo da massa será maior, e para frequências menores que a de ressonância o movimento relativo diminui. Por isso, os sismógrafos possuem tipos diferentes para diferentes faixas de frequência, devido a dificuldade de se registrar deslocamentos com frequência menor que a de ressonância.

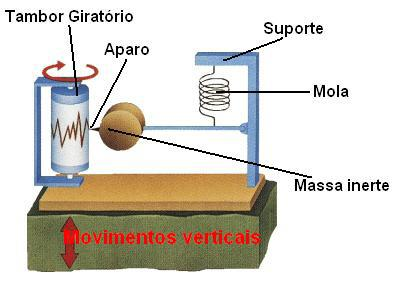
Sismógrafo analógico, com indicação dos principais elementos constituintes.

Antigamente, nos sistemas analógicos, os sismólogos geralmente utilizavam sismógrafos para movimentos pequenos, que mediam a velocidade ou deslocamento da superfície para interpretação das fases sísmicas, enquanto os engenheiros preferiam sismógrafos para deslocamentos grandes e que medissem a aceleração da superfície, devido a direta relação da aceleração com carga sísmica na estrutura. Atualmente esta distinção praticamente não existe mais, pois com os instrumentos digitais a conversão entre aceleração, velocidade e deslocamento é fácil, e os instrumentos de medida de movimentos pequenos possuem sensibilidade para movimentos grandes, e vice e versa.
A geração do sismograma pode ser feita de forma analógica ou digital. A forma analógica era mais utilizada antigamente, e consistia de uma caneta ou outro objeto ligado a massa, marcando o movimento  em um rolo de papel ou filme fotográfico, e atualmente é mais utilizada para demonstrações. A forma digital é a mais utilizada atualmente e se baseia na voltagem registrada pelo sismômetro, que se altera com o movimento da massa, sendo processada por computador e gerando o sismograma.

## Sismômetro

Sismógrafo utilizando transdutor de velocidade. O movimento da massa induz corrente no enrolamento, passando através do resistor R, possibilitando a medida da voltagem V proporcional a velocidade da massa. O resistor Rc serve para amortecer o sistema.

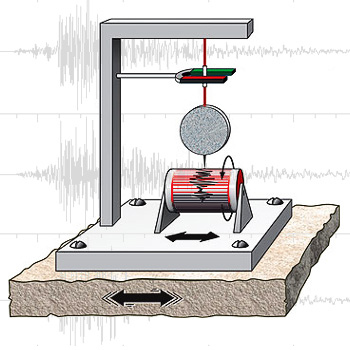
Sismógrafo.

O sensor que realiza a medida relativa a inércia da massa para indicar o deslocamento do solo é chamado de sismômetro, sendo a parte mais cara de um sismógrafo. Atualmente os sismômetros inerciais são baseados principalmente em dois tipos:

### Transdutor de velocidade
Sismógrafos utilizando este método se baseiam em um enrolamento que se move em um campo magnético. A saída do enrolamento é proporcional a velocidade relativa da massa. Este arranjo pode ser feito com tanto com o enrolamento fixo e o ímã se movendo com a massa, quanto com um ímã fixo e o enrolamento se movendo com a massa. É comum colocar um resistor no ligado ao enrolamento para amortecer o sismômetro, pois quando é induzida corrente no enrolamento, o movimento da massa sofrerá a resistência da força magnética induzida. A diferença de potencial entre as pontas do enrolamento é medida através de uma eletrônica, sendo através da sua variação gerado o sismograma.

### Acelerômetro

Sismógrafo utilizando acelerômetro. O movimento da massa altera a capacitância do transdutor, gerando uma corrente através do resistor R, possibilitando a medida da voltagem V proporcional a aceleração da massa.

Sismógrafos atuais que utilizam acelerômetro como sensor são chamados de FBA, do inglês Force Balanced Accelerometer (Acelerômetro Balanceado por Força, em tradução literal), utilizando o principio do balanço de forças. Este sensor utiliza um transdutor de deslocamento, que é um capacitor de placas paralelas fixas com uma placa móvel entre elas. Esta placa se desloca com a massa, e para posições fora do equilíbrio o transdutor gera uma corrente através do enrolamento através de um resistor R em um ciclo de realimentação negativa de modo que a polaridade da corrente gere uma força que seja igual e oposta a inércia da massa, tentando impedir o movimento relativo da massa. Esta corrente é linearmente proporcional a aceleração do solo, por isso a aceleração do solo é então medida pela voltagem sobre o resistor.

### Sismômetros não inerciais
Além dos sismômetros inerciais, existem os de extensão, chamados extensômetros, que são utilizados para medir a distancia entre dois pontos, e os inclinômetros, utilizados na monitoração de deformação da superfície terrestre.

## Parâmetros principais
Os seguintes parâmetros são essências para se diferenciar entre sismógrafos, e por isso devem ser analisados de forma de se escolher o equipamento mais apropriado para a tarefa que se deseja realizar.

### Faixa de frequência
Não existe atualmente nenhum instrumento que cubram toda a faixa de frequências possíveis de ocorrer, que vai de cerca de 0,00001 Hz podendo alcançar frequências de até 1 000 Hz, por isso os instrumentos são geralmente são referidos pela sua faixa de frequência. Embora existam equipamentos com faixas de frequência relativamente grandes, chamados de instrumentos Broad Band (banda larga) ou Very Broad Band, os custos geralmente crescem com o aumento da faixa de frequência do equipamento.

### Resposta em frequência
Os sensores possuem uma faixa de frequência onde a resposta é quase instantânea, isto significa que embora um sensor possua uma faixa de frequência grande de atuação, ele pode ser otimizado apenas para um pequeno intervalo.

### Sensibilidade
É a expressão do menor sinal que pode ser resolvido pelo instrumento, sendo atualmente limitada pelo ruído gerado pelas partes eletrônicas do sensor e do gravador.

### Faixa dinâmica
Faixa dinâmica é a proporção entre o maior e o menor sinal que um sensor pode identificar, e é dada em unidades de decibéis.

### Linearidade
Idealmente se deseja um sensor que a entrada se comporte linearmente com a saída. Um sensor considerado bom possui linearidade melhor que 1%.

### Ganho e saída
O ganho é dado em V/ms-1 para sensores de velocidade e em V/g para acelerômetros, sendo quanto maior melhor, porem é atualmente facilmente compensado pela sensibilidade do gravador. É importante que o nível máximo de saída do sensor seja menor que o nível máximo de entrada do gravador.

## História

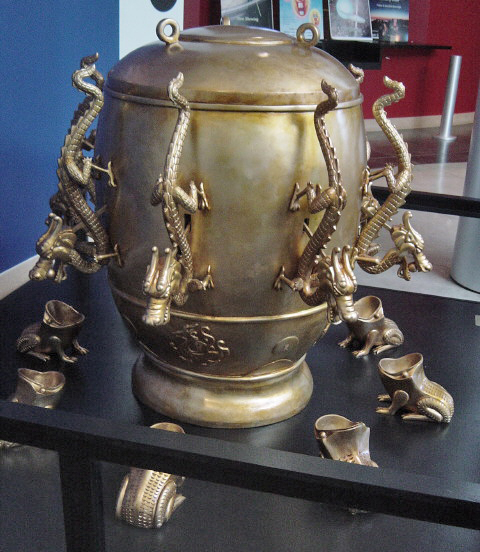
Replica do Houfeng didong yi, sismográfo de Zhang Heng, presente no Chabot Space & Science Center em Oakland, California

O primeiro sismógrafo conhecido é o sismoscópio, inventado na China por Zhang Heng em 132, sendo chamado em chinês de Houfeng Didong Yi. Este aparelho consistia em oito esferas de bronze, cada uma sustentada pela boca estátuas de dragões. Quando ocorria um tremor de terra, por menor que fosse, a boca do dragão abria e a bola caía na boca aberta de um dos oito sapos de metal que se encontravam em baixo. O aparelho permitia determinar, desse modo, a direção de propagação do sismo. Embora existam documentos explicando parcialmente este sismoscópio, nunca foi encontrado o original, e o mecanismo que ligava o pendulo interno fazendo a boca do dragão se abrir quando houvesse um tremor ainda é alvo de debates.